# 乾昭三
乾 昭三（いぬい しょうぞう、1928年（昭和3年）2月18日 - 2003年（平成15年）1月23日）は、日本の法学者。専門は民法。立命館大学教授、同副学長、学校法人立命館教学担当常務理事を歴任。

## 略歴
- 1928年（昭和3年）2月18日 - 朝鮮江原道淮陽郡長楊面末輝里に生まれる。
- 1940年（昭和15年）4月 - 京城公立中学校入学
- 1944年（昭和19年）3月 - 同校4年修了
- 1944年（昭和19年）4月 - 京城帝国大学予科文科甲類入学
- 1945年（昭和20年）8月15日 - 同校廃止
- 1945年（昭和20年）12月20日 - 第三高等学校文科乙類転入学
- 1947年（昭和22年）3月 - 同校卒業
- 1947年（昭和22年）4月 - 京都大学法学部入学
- 1950年（昭和25年）3月 - 同大学卒業
- 1950年（昭和25年）4月 - 京都大学大学院特別研究生となる。
- 1952年（昭和27年）3月 - 同修了
- 1952年（昭和27年）4月1日 - 立命館大学法学部専任講師
- 1954年（昭和29年）11月1日 - 同助教授
- 1960年（昭和35年）10月1日 - 同補導主事〔1年間〕
- 1964年（昭和39年）4月1日 - 同教授
- 1964年（昭和39年）4月1日 - 同学部主事〔2年間〕
- 1968年（昭和43年）4月1日 - 立命館大学教学部長〔翌月2月まで〕
- 1974年（昭和49年）4月1日 - 同法学部長〔2年間〕
- 1983年（昭和58年）4月1日 - 立命館大学副学長・学校法人立命館教学担当常務理事。
- 1993年（平成5年）3月31日 - 立命館大学定年退職
- 1993年（平成5年）4月1日 - 龍谷大学法学部特任教授
- 1998年（平成10年）3月31日 - 龍谷大学定年退職
- 2003年（平成15年）1月23日 - 逝去（享年74）

## 編著書
- 天野和夫 / 乾昭三  / 山手治之（共編）『あたらしい法学』有信堂（1964年8月）
- 利谷信義 / 乾昭三 / 木村静子（共編）『我妻栄・末川博・滝川幸辰――私の法律学』日本評論社（1967年5月）
- 天野和夫 / 窪田隼人 / 乾昭三（共編）『学習法学小辞典』日本評論社（1967年11月）
- 片岡昇 / 乾昭三 / 中山研一（共編）『法と現代社会』有斐閣（1970年4月）
- 片岡昇 / 乾昭三 / 中山研一（共編）『法学の基礎』有斐閣（1970年7月）
- 甲斐道太郎 / 乾昭三 / 椿寿夫（共編）『民法判例1』有斐閣双書（1970年8月）
- 甲斐道太郎 / 乾昭三 / 椿寿夫（共編）『民法判例2』有斐閣双書（1971年4月）
- 乾昭三 / 平井宜雄（共編）『企業責任』有斐閣選書（1973年7月）
- 伊藤正己 / 乾昭三（共編）『権利の事典』有斐閣選書（1974年4月）
- 山本進一 / 甲斐道太郎 / 椿寿夫 / 乾昭三 / 中川淳『債権各論』青林書院新社（青林双書）（1974年6月）
- 乾昭三『民法Ⅲ債権総論』（セミナー法学全集8） 日本評論社（1974年6月）
- 乾昭三『民法入門(1) 財産法』有斐閣新書（1977年1月）
- 乾昭三 / 徳本鎮『不法行為法の基礎〔実用編〕（基礎法律学大系）』青林書院新社（1977年12月）
- 甲斐道太郎 / 乾昭三 / 椿寿夫（共編）『民法判例1〔新版〕』有斐閣双書（1978年1月）
- 甲斐道太郎 / 乾昭三 / 椿寿夫（共編）『民法判例2〔新版〕』有斐閣双書（1978年4月）
- 西村信雄 / 谷口知平 / 乾昭三（共編）『演習民法破棄判例(2)』法律文化社（1979年2月）
- 谷口知平 / 於保不二雄（監修）甲斐道太郎 / 乾昭三 / 椿寿夫（共編）『新版民法概説3』有斐閣双書（1982年4月）
- 谷口知平 / 於保不二雄（監修）甲斐道太郎 / 乾昭三 / 椿寿夫（共編）『新版民法概説1』有斐閣双書（1982年5月）
- 乾昭三 / 荒川重勝（共編）『新民法講義3 不動産法』有斐閣（1982年6月）
- 谷口知平 / 於保不二雄（監修）甲斐道太郎 / 乾昭三 / 椿寿夫（共編）『新版民法概説2』有斐閣双書（1983年4月）
- 乾昭三 / 中井美雄（共編）『新民法講義4 金融取引法』有斐閣（1984年11月）
- 乾昭三 / 畑中和夫 / 山下健次（共編）『現代日本の国家と法（講座現代日本社会の構造変化2）』有斐閣（1986年7月）
- 乾昭三 / 長尾治助（共編）『新民法講義1 契約法』有斐閣（1988年10月）
- 谷口知平 / 甲斐道太郎 / 乾昭三（共編）『新演習民法破棄判例――総則・物権』法律文化社（1989年4月）
- 谷口知平 / 甲斐道太郎 / 乾昭三（共編）『新演習民法破棄判例――債権』法律文化社（1989年5月）
- 乾昭三『土地法の理論的展開』法律文化社（1990年3月）
- 王家福 / 乾昭三 / 甲斐道太郎（共編）『現代中国民法論』法律文化社（1991年9月）
- 乾昭三 / 二宮周平（共編）『新民法講義5 家族法』有斐閣（1993年11月）
- 乾昭三 / 吉村良一（共編）『新民法講義2 不法行為論』有斐閣（1994年8月）